# یگان‌های زنان آزاد

پرچم پیشین یگان‌های زنان آزاد (یژا-ستار)

یگان‌های زنان آزاد  یا (یژا-ستار) (به زبان کردی: Yekîneyên Jinên Azad ên Star)، جناح نظامی زنان حزب کارگران کردستان است. این یگان‌ها از زنان تشکیل شده و بر اساس فلسفۀ سیاسی عبدالله اوجالان در راستای برابری جنسیتی فعالیت می‌کند.